# Hoogelande
Hoogelande es una localidad del municipio de Veere, en la provincia de Zelanda (Países Bajos). Está situada a unos 4 km al noroeste de Middelburg.
Tuvo municipio propio hasta 1816, cuando pasó a formar parte del de Grijpskerke.